# Kozyrevskita
La kozyrevskita és un mineral de la classe dels fosfats. Rep el nom en honor del geògraf, viatger i militar rus Ivan Petrovich Kozyrevskiy (1680 - 2 de desembre de 1734), un dels primers investigadors de Kamtxatka.

## Característiques
La kozyrevskita és un arsenat de fórmula química Cu₄O(AsO₄)₂. Va ser aprovada com a espècie vàlida per l'Associació Mineralògica Internacional l'any 2013. Cristal·litza en el sistema ortoròmbic. La seva duresa a l'escala de Mohs és 3,5. És un mineral dimorf de l'ericlaxmanita.

## Formació i jaciments
Va ser descoberta a la fumarola Arsenàtnaia, situada al segon con d'escòria de l'avanç nord de la Gran erupció fissural del volcà Tolbàtxik, a l'óblast de Kamtxatka (Districte Federal de l'Extrem Orient, Rússia). Es tracta de l'únic indret de tot el planeta on ha estat descrita aquesta espècie mineral.